# Маслиненокафява морска змия
Маслиненокафява морска змия (Aipysurus laevis), наричана също гладка морска змия, е вид влечуго от семейство Elapidae. Видът е незастрашен от изчезване.

## Разпространение
Разпространен е в Австралия, Индонезия, Нова Каледония и Папуа Нова Гвинея.